# Izobarna sprememba
Izobárna spremémba (tudi izobárna preobrázba) je sprememba stanja termodinamskega sistema, pri kateri se tlak ne spreminja, spreminjata pa se prostornina in temperatura. Na faznem diagramu ustreza taki spremembi izobara.

## Spremembe pri idealnem plinu
Spremembe termodinamskih spremenljivk pri idealnem plinu opisuje Gay-Lussacov zakon:
{\displaystyle p={\textrm {konst.}}}
{\displaystyle {\frac {V}{T}}={\textrm {konst.}}}
Opravljeno ali prejeto delo A pri izobarni spremembi:
{\displaystyle A=-p\Delta V}
Sprememba toplote Q pri izobarni spremembi:
{\displaystyle Q=mc_{p}\Delta T}
Pri tem je m masa telesa, cp pa specifična toplota pri stalnem tlaku.
Sprememba notranje energije Wn pri izobarni spremembi:
{\displaystyle \Delta W_{n}=mc_{V}\Delta T}
Pri tem je cV specifična toplota pri stalni prostornini.
Sprememba entalpije H pri izobarni spremembi:
{\displaystyle \Delta H=Q}